# Stuart Little 3: Call of the Wild
Stuat Little 3: Call of the Wild (bra: Stuart Little 3 ou O Pequeno Stuart Little 3) é um filme direto para vídeo de 2005 dirigido pelo ex-diretor da Animaniacs Audu Paden, criado pela Mainframe Entertainment e distribuída pela Sony Pictures Home Entertainment. É a continuação da série Stuart Little da Sony, mas diferente das duas precedentes é uma animação computadorizada. Os personagens são baseados no livro de E. B. White Stuart Little. É o último filme da trilogia Stuart Little.